# Igreja Católica no Chile
A Igreja Católica no Chile é parte da Igreja Católica universal, em comunhão com a liderança espiritual do Papa, em Roma, e da Santa Sé. O país vem passando por um forte processo de secularização de sua sociedade, com o afastamento dos valores e tradições católicos da população, além da perda de fiéis, especialmente para a irreligião. Com isso, tem havido aumento da intolerância e do fundamentalismo esquerdista contra a as igrejas cristãs, especialmente na região da Araucanía, com ataques, saques, depredações e incêndios a igrejas, relacionados ao conflito mapuche.

## História

### Colonização europeia

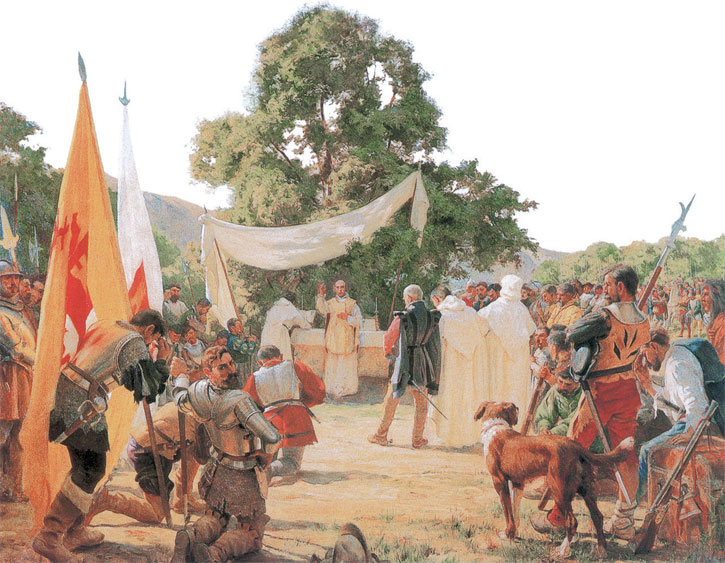
A Primeira Missa celebrada no Chile, por Pedro Subercaseaux.

Parte do Império Inca, a região em que habitava o povo araucaniano (ou mapuches), um grupo cujo feroz desejo de independência causou problemas aos exploradores espanhóis quando chegaram, em 1536. Entre os católicos que chegaram com os conquistadores, estava Rodrigo González de Marmolejo, que fundou a primeira paróquia do país em 1547. Pertencente ao território do Vice-Reino do Peru ao norte, o Chile tornou-se um vice-reino para a região. Os nativos foram forçados a migrar para o sul, e a colonização se limitou à região central, onde Santiago foi fundada em 1541, La Serena em 1544 e Concepción em 1550. Os padres logo chegaram à região: os mercedários em 1550, os franciscanos em 1553, os dominicanos em 1557, os jesuítas em 1593, os agostinianos em 1595 e os hospitaleiros de São João de Deus em 1617. Da mesma forma, foram estabelecidos conventos de freiras, como o da Limpia Concepción em Santiago (1574), bem como a ordem das Isabelas de Osorno. O Hospital de São João de Deus foi fundado em Santiago em 1541. O bispado de Santiago foi criado em 1561 e Rodrigo González Marmolejo se tornou seu governador.
Embora a escassez de padres e o afastamento da região continuassem a dificultar as missões, a situação foi um pouco remediada pela chegada dos bispos Diego de Medellín e Antonio de San Miguel Avendaño y Paz em 1569 e 1576, respectivamente, que organizaram a igreja. Foi decidido naquele momento que a doutrina seria apoiada pelo próprio povo nativo; que um doutrineiro serviria várias cidades ao mesmo tempo; e, finalmente, que um espanhol ou um mestiço se encarregaria de tarefas missionárias simples durante a ausência do doutrineiro. Essas autoridades ficaram conhecidas como "sayapayos" — mais tarde chamados de "fiscais" — que alcançaram uma certa importância em Santiago e grande influência em Chiloé. Os bispos Antonio San Miguel, da Diocese de Santiago, e Diego de Medellín, da Diocese de La Imperial (criadas em 1563) participaram do terceiro conselho em Lima em 1581, e colaboraram para que os decretos do Conselho dos Sacramentos, Doutrina, Catecismo para os Nativos e Reforma e Disciplina do Clero tivessem rápida aplicação rápida no território chileno. Após a perda de algumas cidades do sul entre 1599 e 1602, o bispo de La Imperial mudou sua sé para Concepción.
Na Diocese de Santiago e ao norte, os esforços de evangelização tiveram sucesso. Entre 1579 e 1621, o número de cristãos batizados aumentou de 36% para mais de 90%. Até 1650, quase todas as tribos não agressivas nessa região já haviam sido batizadas, resultando na substituição das doutrinas por um sistema paroquial que durou até 1810. Na Diocese de Concepción, por outro lado, havia problemas mais sérios; Exceto por Chiloé, na região entre os rios Maule e Biobío e nalgumas regiões próximas aos fortes, os araucanos rejeitaram o cristianismo, em parte por causa da guerra que estava sendo travada contra eles. O jesuíta Luís de Valdívia sustentava que para convertê-los seria necessário que as hostilidades fossem suspensas e a entrada de missionários sem aparato militar fosse permitida. Embora suas ideias tenham sido aceitas apenas pelo curto tempo de 1610 a 1615, jesuítas e franciscanos continuaram a se dedicar ao estabelecimento de missões entre as tribos nativas ao longo do século XIX.

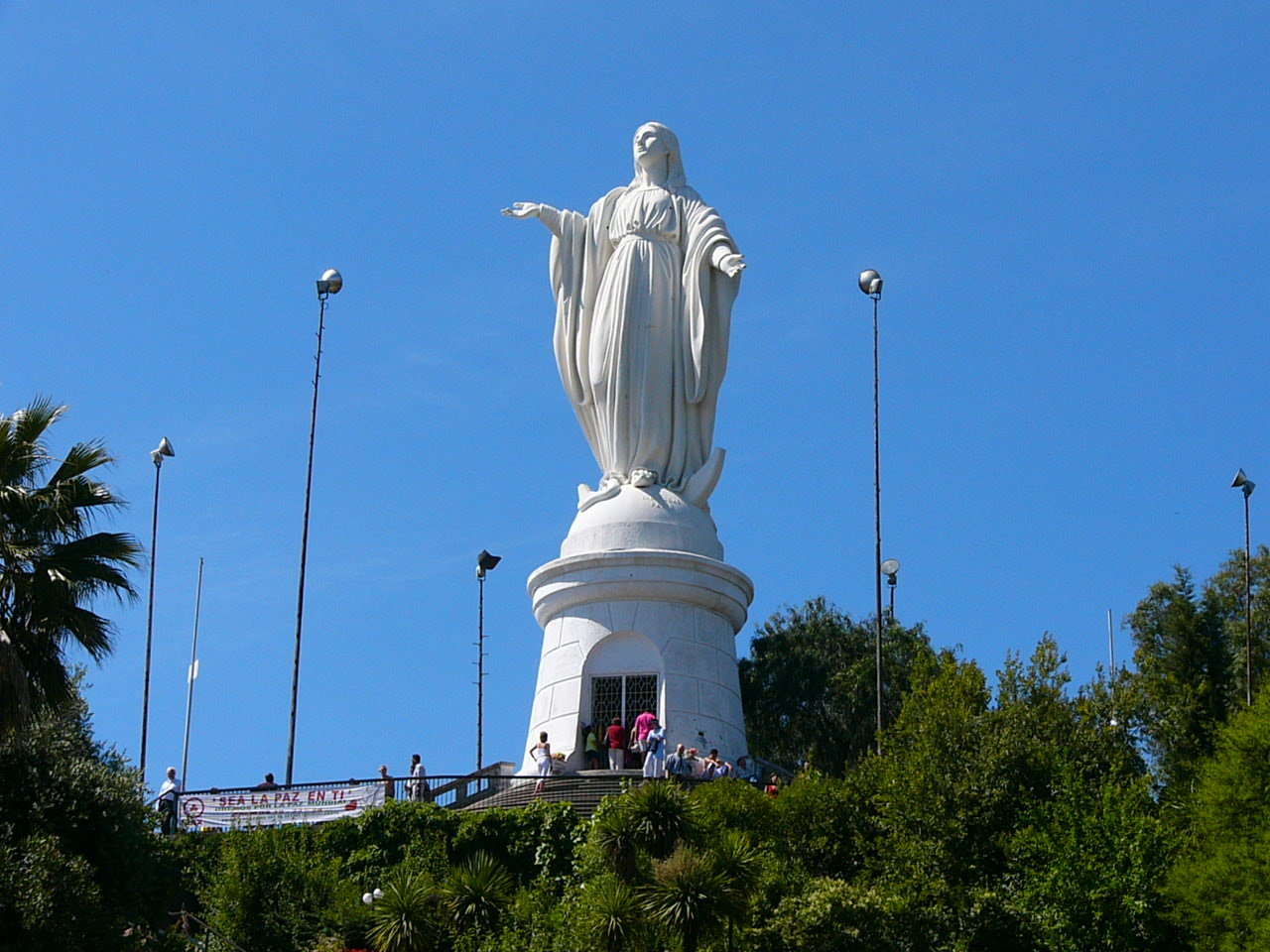
Estátua de Nossa Senhora, no Cerro San Cristóbal, em Santiago.

Apesar dos confrontos com os colonizadores, as ordens religiosas foram capazes de dar uma base sólida ao clero e construir igrejas, catedrais e seminários no século XVII. Os jesuítas fundaram colégios e desenvolveram um sistema de missões, a fim de alcançar lugares isolados. Ainda assim, a rebelião dos mapuches ao sul se estendeu até o século XIX, e os edifícios da igreja eram frequentemente destruídos por terremotos e por invasões de rebeldes nativos.
Sínodos foram convocados a fim de lidar com problemas de conduta de sacerdotes, escolas paroquiais, observância de feriados, catequese e ensino das classes mais baixas. Após a expulsão dos jesuítas em toda a América do Sul em 1767, os franciscanos assumiram toda a atividade da missão, bem como a operação de faculdades antes operadas pelos jesuítas. Eles centralizaram suas atividades no Colegio Misiones em Chillán. O batismo e outros sacramentos foram administrados, o ensino foi realizado e as línguas nativas foram aprendidas pelos missionários, no intuito de facilitar o entendimento e assimilação dos indígenas.

### Independência

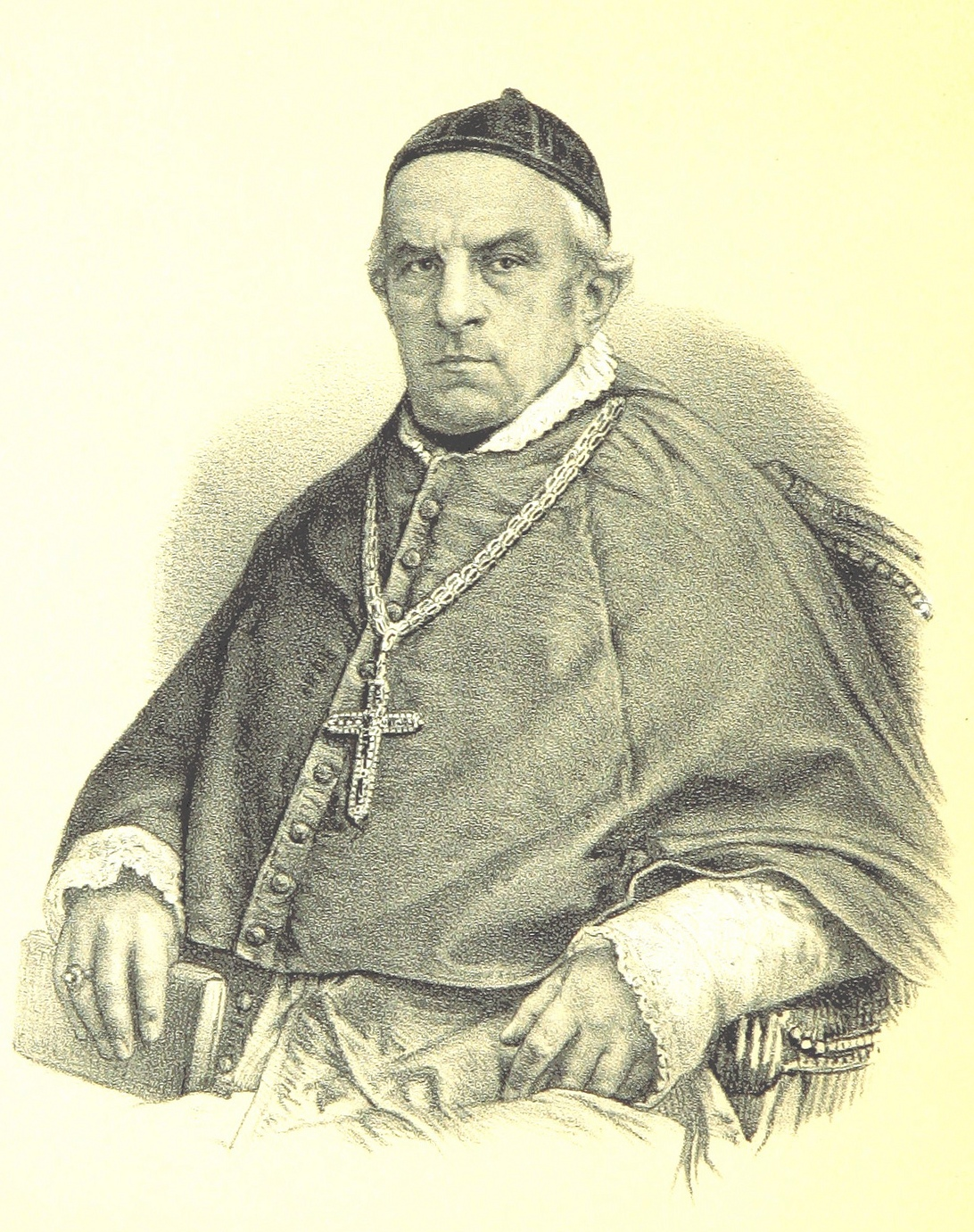
Dom Rafael Valentín Valdivieso

No mesmo ritmo de grande parte dos outros países da América do Sul, o Chile se declarou independente da Espanha em 18 de setembro de 1810, ainda que seu status autônomo não seria reconhecido por mais sete anos. Em 1817, José de San Martín, o libertador da América do Sul, liderou 3.200 soldados pela Cordilheira dos Andes e derrotou os espanhóis nas batalhas de Chacabuco e Maipú. Durante a guerra da independência, a Igreja sofreu uma grave recessão. O bispo Rodríguez, de Santiago, foi exilado por causa de suas simpatias monarquistas, e o Colegio de Misión em Chillán foi dissolvido por razões semelhantes.
À medida que o novo governo se agarrava ao futuro do Chile como nação livre, a divisão do clero aumentou, atingindo o ápice entre 1824 e 1830. Apesar de o catolicismo ser a religião do Estado sob a Constituição de 1810, o governo decretou a tomada das propriedades do clero em 1824. Os serviços religiosos diminuíram e numerosas paróquias não tinham ninguém para servi-las; ordens foram desorganizadas e muitos sacerdotes religiosos foram forçados a ser secularizados.
Em 1830, após a estabilização da economia chilena devido à descoberta de minerais no Deserto de Atacama, a ordem foi restaurada e as instituições da igreja foram restabelecidas. As propriedades tomadas foram devolvidas e as relações normais foram retomadas entre o governo e e a Santa Sé. Santiago foi elevada a arquidiocese, e seu primeiro arcebispo foi Manuel Vicuña Larraín. As dioceses de La Serena e de San Carlos de Ancud foram erigidas em 1840. Cinco anos depois, a Arquidiocese de Santiago foi ocupada por Rafael Valentín Valdivieso Zañartu e, em 1854 a de Concepción por José Hipólito Salas y Toro, os quais realizaram reformas de longo alcance. O trabalho de Valdivieso em relação aos escritórios da cúria, ordens religiosas, restauração de seminários, escolas paroquiais, dentre outros, deu à Igreja no Chile uma base muito sólida para o período moderno. No final deste século, com a ocupação efetiva de Antofagasta e Tarapacá, foram criados vicariatos apostólicos para suas regiões.

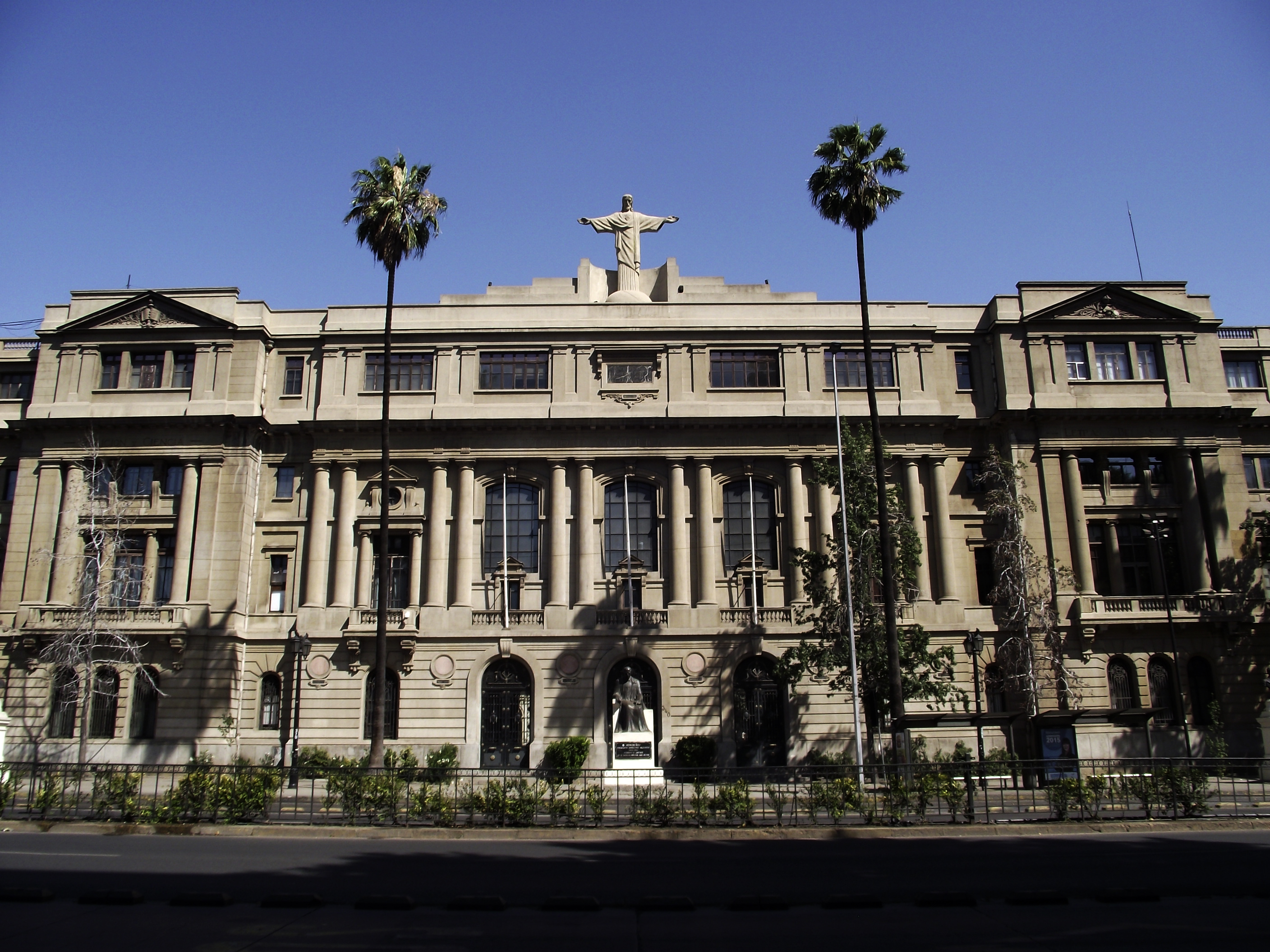
Fachada da Pontifícia Universidade Católica do Chile

Os nativos tinham número limitado de vocações no Chile. Apenas 17% dos padres eram mestiços em 1565, e uma ordem do rei Filipe II proibiu a ordenação de não europeus. Durante o período colonial, devido à escassez de sacerdotes, homens com sangue de um quarto ou menos ameríndios podiam ser ordenados, mas a ordem geral prevaleceu até a independência; Uma exceção foi feita quando quatro nativos foram ordenados em 1794 no Colegio de Naturales de Chillán. A independência chilena levou ao fim dessa proibição. A educação, que estava exclusivamente nas mãos da Igreja durante todo o período colonial, passou a competir com o Estado. Em 1888, a Pontifícia Universidade Católica do Chile foi criada e aprovada pelo Papa Leão XIII em 28 de julho de 1889, e erigida canonicamente por Pio XI no dia 11 de fevereiro de 1930.
Ao longo dos anos 1800, o Chile continuou a estender seu território, expandindo o sul para o Estreito de Magalhães, em 1843, Llanquihue, em 1848 e Araucanía, em 1884, enquanto ao norte foram conquistadas as províncias de Tarapacá e Antofagasta após a Guerra do Pacífico, na qual o Chile lutou contra o Peru e a Bolívia. A propagação da fé ao sul do Chile também foi avançada através do trabalho dos salesianos e capuchinhos. O território da Araucanía, onde nenhum trabalho missionário havia sido realizado desde o século XVI, atingiu uma população cristã de 29% em 1892. Os salesianos conseguiram fundar missões ao sul após esforços das Filhas de Maria, que tinham centros em Punta Arenas, na Ilha Dawson e na Terra do Fogo. A prefeitura apostólica da Araucanía, criada em 1848, tornou-se um vicariato apostólico em 1928.
Antes de 1810, a Igreja era organizada sob o padroado, que consistia em um sistema de patrocínio real exercido pelos reis espanhóis em troca de do direito de apontar prelados, como bispos e padres, o direito de fazer regras em questões religiosas, poder ante os tribunais eclesiásticos, a permissão para aceitar bulas e documentos pontifícios. Após a independência, o governo chileno também fez uso dessas mesmas prerrogativas, sem a aceitação da Santa Sé. Essa situação criou uma crise após 1850, que durou até a assinatura de uma concordata em 1925, após os esforços do presidente Arturo Alessandri e do então arcebispo de Santiago, Crecente Errázuriz. A Constituição foi reformada, estabelecendo a divisão entre Igreja e Estado e, em consequência, o desaparecimento definitivo do padroado. Além disso, Alessandri e a Santa Sé reafirmaram a capacidade da Igreja de se governar, sem qualquer tipo de interferência do Estado. A Pontifícia Universidade Católica de Valparaíso foi criada em 1928 e a Universidade Católica do Norte, em Antofagasta, foi reconhecida pelo Estado em 1963.

### Ditadura militar
Em 1970, os chilenos foram às urnas e elegeram o líder marxista Salvador Allende como presidente, e o governo de coalizão de comunistas e socialistas passou a tentar reduzir o poder da Igreja Católica no Chile. Allende quis nacionalizar a indústria, realizar a retirar a propriedade privada das terras, o que lhe rendeu a oposição não apenas dos chilenos conservadores, mas também dos Estados Unidos. Sob o governo de Allende, a economia chilena ruiu. Durante o regime de Augusto Pinochet, os abusos dos direitos humanos aumentaram devido às repressões contínuas do trabalho organizado e outras formas de oposição contra o governo. Os bispos chilenos foram francos em sua oposição a Pinochet e formaram o vicarato da solidariedade para lidar com os milhares de presos, torturados ou desaparecidos políticos. O plebiscito de 1988 foi agendado por Pinochet, e, graças aos esforços de líderes da igreja em conscientizar os fiéis, o presidente não conseguiu se manter no cargo. Em 1990, um governo eleito de forma livre e democrática volta ao poder.

### Redemocratização
Em 1997, foi aprovada uma lei que legalizou o divórcio, levando o cardeal chileno Carlos Oviedo Cavada a afirmar que a nova lei "tornaria todas as famílias instáveis, pois cria uma mentalidade de consciência indiferente" em relação à instituição do casamento. Um programa de educação sexual iniciado pelo Ministério da Educação foi retirado após a intercessão dos bispos chilenos. O presidente chileno Ricardo Lagos aboliu a pena de morte no país em maio de 2001, equilibrando a ação apoiada pela Igreja de aplicar punições mais rígidas para combater o aumento de crimes violentos e relacionados a drogas, em vez da pena máxima. Além disso, os esforços do Vaticano para mediar as disputas de território entre a Bolívia e o Chile foram apoiadas pela Igreja quando foram propostas em 1996.

## Atualmente
Em 2000, o Chile tinha 926 paróquias atendidas por 1.060 padres diocesanos e 1.200 padres religiosos. Outros religiosos incluíam aproximadamente 500 irmãos e 5.600 irmãs, muitos dos quais atendiam às necessidades educacionais de mais de um terço dos jovens do país, matriculados nas mais de 1.000 escolas católicas primárias e secundárias por todo o Chile. Muitos hospitais, orfanatos e outras agências de serviço social também estavam sob a administração da Igreja. A população católica no Chile continuou a vir dos setores mais ricos da sociedade e muitos líderes do governo e membros das forças armadas eram católicos.
O Chile é um dos países que vem passando por um forte processo de secularização de sua sociedade, com o afastamento dos valores e tradições católicos da população, e isso está se manifestando de diversas formas. Os escândalos de abusos sexuais praticados pelo padre Fernando Karadima tiveram uma influência enorme nisso: antes de virem à tona, a confiança dos chilenos na Igreja Católica rondava os 69%, despencando para 38% em 2011, e para 36% em 2018. Após este fato, mais de 20 casos de padres abusadores apareceram. Um relatório do Latinobarômetro mostrou que em uma escala de zero a 10, os chilenos avaliam o Papa Francisco com 5,3, enquanto a média da América Latina alcança 6,8.
| Católicos no Chile | Católicos no Chile | Católicos no Chile | Católicos no Chile | Católicos no Chile |
| ------------------ | ------------------ | ------------------ | ------------------ | ------------------ |
|                    |                    |                    |                    |                    |
| 1910               | 1910               |                    | 96%                | 96%                |
| 1950               | 1950               |                    | 89%                | 89%                |
| 1970               | 1970               |                    | 76%                | 76%                |
| 2014               | 2014               |                    | 64%                | 64%                |

Uma pesquisa realizada em 2014 pelo Pew Research Center sobre a religião na América Latina, trouxe dados também sobre as atitudes dos católicos em comparação com os protestantes no Chile. Um dos resultados foi que 30% dos protestantes chilenos foram criados na Igreja Católica. Aliada a essa estatística, 77% dos chilenos afirmam terem sido criados no catolicismo, mas naquele ano 64% deles permaneciam católicos. Apenas 4% dos católicos chilenos têm o hábito de falar sobre sua fé com outras pessoas (o índice mais baixo do continente, ao lado do Uruguai), contra 21% dos protestantes. Entre aqueles que afirmam que a religião é algo muito importante em suas vidas, que rezam diariamente e que vão à igreja semanalmente, o índice atinge apenas 8% dos católicos e 37% dos protestantes. Em relação ao casamento homoafetivo, 46% dos católicos afirmam ser a favor, enquanto o nível baixa para 26% entre os protestantes. Cerca de 14% dos católicos afirmam frequentar a igreja no mínimo uma vez por semana, contra 51% dos protestantes. Apenas 18% dos católicos são dizimistas em suas igrejas, contra 41% dos protestantes. No Chile, 76% dos católicos afirmam acreditar no mistério da transubstanciação, e 18% não acreditam.
Religião no Chile (2021)
Em confronto com a pesquisa do Pew Research Center, foi feito um estudo sobre as atitudes religiosas dos chilenos em geral pela Pontifícia Universidade Católica do Chile; os dados foram surpreendentes, já que mostraram que tanto o catolicismo quanto o protestantismo tiveram queda no número de adeptos, e houve crescimento das outras religiões e especialmente da irreligiosidade. Em 2017 os católicos eram 59% da população, caindo para 42% em 2021; no mesmo período, os protestantes eram 17% e caíram para 14%; as outras religiões eram 4% e subiram para 6%; os irreligiosos eram 19% e subiram para incríveis 37% — quase o dobro em apenas quatro anos. Em 2007, 93% dos chilenos não tinham dúvida sobre a existência de Deus, e em 2021 o índice baixou para 70%. A pesquisa também abordou o grau de confiança da população na Igreja Católica em 2019 e 2021; nesse quesito, em 2019, 26% dos católicos diziam ter muita confiança em sua igreja, contra 19% que assim permaneciam em 2021. Contudo a confiança nos sacerdotes aumentou nesse período de 9% para 15%, e nos bispos também, de 9% para 14%.
Em 2015, um decreto do governo de Michelle Bachelet permitiu o uso da maconha, da resina de maconha, de extratos e de tinturas para a elaboração de produtos farmacêuticos para serem adquiridos em farmácias mediante receita médica, e vem crescendo o movimento que pede a legalização do uso recreacional da droga. Também em 2015, passaram a ser reconhecidas em território chileno as uniões civis entre pessoas do mesmo sexo, e de casais heterossexuais não casados. No ano anterior, já havia começado a ser distribuído nas escolas um livro infantil com conteúdo sore diversidade sexual, chamado Nicolás tiene dos papás (em português:  Nicolás Tem Dois Papais). Em 2017, o país legalizou o aborto para os casos de risco de morte para a mãe, inviabilidade fetal e estupro, ainda que a maioria dos obstetras se declarem contra o procedimento.

### Casos de abuso sexual
Em 2019 surgem diversas denúncias de abuso sexual de menores por parte de padres católicos no Chile. Segundo informações da época, haviam sido abertos 166 casos, contra 221 pessoas e que envolviam 248 vítimas, das quais 131 eram menores de idade ao sofrer os crimes, de acordo com dados da Promotoria Nacional divulgados em maio daquele ano. O caso mais conhecido e emblemático foi o de Fernando Karadima, pela influência social que tinha em sua época de padre. Ele foi condenado pelo Vaticano em 2011 e expulso do sacerdócio sete anos depois. Em 28 de abril de 2018, o Papa Francisco hospedou na Casa Santa Marta Juan Carlos Cruz Chellew, o primeiro a denunciar os abusos do ex-padre, e outras duas vítimas dele. Em 2019, a Justiça chilena determinou à Igreja Católica o pagamento de uma indenização de US$ 459 mil às três vítimas. Karadima faleceu em 2021, aos 90 anos em uma casa de saúde na capital chilena, e a causa mortis foi "broncopneumonia, insuficiência renal, diabetes mellitus e hipertensão". Juan Barros, bispo de Osorno é investigado por encobrir casos de abusos em uma escola sua diocese e do próprio padre Karadima. O Papa Francisco também pediu perdão no dia 11 de abril de 2018 pelos "graves equívocos de avaliação" em casos de abusos o encobrimento deles pela Igreja Católica chilena. Ele enviou uma missão ao país para acompanhar de perto a crise, e afirmou sentir "dor e vergonha". O presidente da Conferência Episcopal, Dom Santiago Silva, disse que os bispos chilenos compartilha a dor do papa, e complementa o sentimento dos bispos: "não fizemos o suficiente" Dom Santiago também afirmou o "compromisso é que isso não aconteça novamente".
As vítimas reclamam da demora nas investigações. Helmut Kramer, porta-voz de Rede de Sobreviventes de Abuso Eclesiástico afirma que a Conferência Episcopal do Chile, antes uma "instituição de credibilidade" e que detinha grande "poder econômico político e social" no país, que podia "mandar e desmandar na sociedade", acabou perdendo esse prestígio, e grande parte disso se deve aos escândalos de abuso sexual por membros do clero. Em 19 de julho de 2020, um padre de 68 anos, acusado de abuso, cometeu suicídio.

### Ataques a igrejas
No âmbito da liberdade religiosa, ocorreram constantes ataques às igrejas durante manifestações e protestos em Santiago. Onze igrejas católicas e um seminário foram incendiados no sul do país, região de La Araucania, somente em 2016. Na região do histórico conflito mapuche, alguns extremistas consideram que a Igreja faz parte do Estado, do qual exigem a devolução das suas terras.

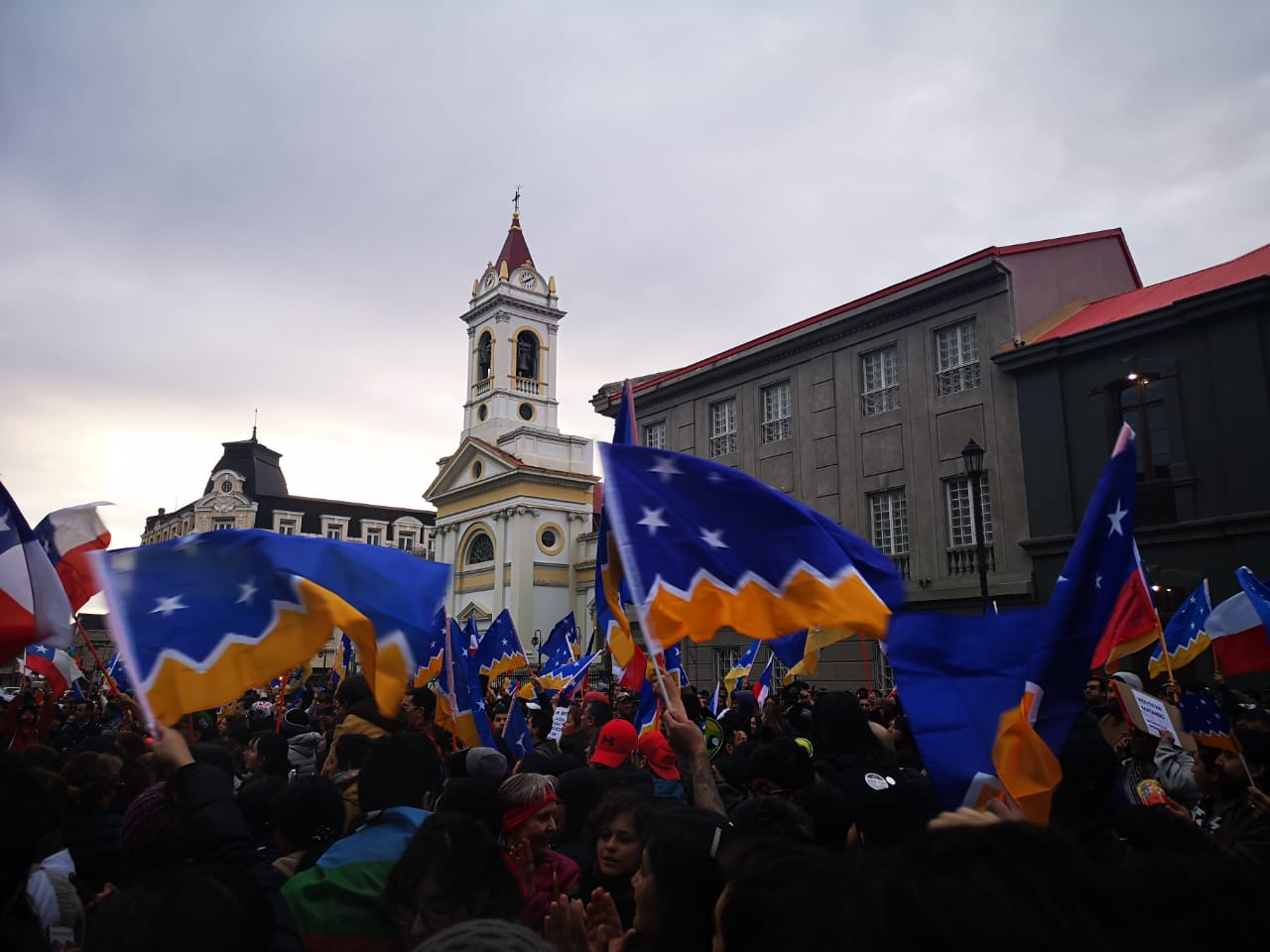
Protesto ocorrendo em Punta Arenas, onde ocorreu a invasão da paróquia Santa Teresa dos Andes, a qual é visível na foto.

Em 2018, foi registrada violência e ataques contra igrejas católicas alguns dias antes da visita do Papa Francisco ao Chile e ao Peru. Os ataques foram registrados durante a madrugada de 12 de janeiro em Santiago em ao menos três igrejas. Algumas delas tiveram queima parcial da estrutura após a detonação de bombas caseiras, como a paróquia Santa Isabel da Hungria, onde os vândalos também jogaram panfletos contendo ameaças ao Pontífice, os quais diziam: "Papa Francisco, as próximas bombas serão na sua batina". Os outros ataques foram na igreja Emmanuel, na Recoleta, que teve danos nas portas e janelas, e na paróquia Cristo Vencedor, na comuna de Peñalolén. "As pessoas têm o direito de protestar, mas é uma coisa totalmente diferente usar violência", disse o ministro chileno do Interior, Mahmud Aleuy, que também prometeu processar os autores dos ataques.
Em 2019, durante a onda de protestos contra o governo chileno, a Igreja Católica volta a ser vítima do ódio de manifestantes extremistas. A primeira igreja a ser queimada foi a de São Francisco de Borja, usada pelos carabineros. A paróquia de La Asunción, no centro de Santiago, foi invadida por vândalos, que removeram os bancos, confessionários e até as imagens sacras para formar barricadas e confrontar a polícia. Porém, os móveis e imagens da histórica igreja foram destruídos, e os manifestantes da extrema-esquerda incendiaram tudo, profanaram o sacrário e danificaram igreja. Também em Valparaíso ocorreram dois ataques ataques em menos de uma semana, desta vez, ambos na catedral da cidade. O primeiro ocorreu em 19 de outubro, quando desconhecidos forçaram a grade e a porta principal da igreja, e atearam fogo e destruíram alguns bancos do templo. Além disso, fizeram pichações sobre os escândalos de abuso sexual. Em 26 de outubro, um grupo de manifestantes forçou a entrada principal do templo e roubou e queimou alguns bancos para servirem de barricadas. Também um batistério foi quebrado, e houve apedrejamento das janelas. O pároco da catedral explicou que mais de doze bancos foram danificados, cada um com um valor aproximado de um milhão de pesos (mais de US$ 1.300). Na madrugada de 23 de outubro, na paróquia Santa Teresa dos Andes, vândalos acenderam uma barricada na entrada principal do templo, causando um incêndio em sua porta. Em uma igreja no sul do país, um incêndio criminoso foi cometido em 27 de outubro.
Seguindo a onda de protestos de 2019, em 8 de novembro, durante uma manifestação em Santiago, um grupo de encapuzados forçou a entrada na Paróquia da Assunção para roubar bancos, confessionários e imagens para armar barricadas. No interior da igreja, picharam as paredes, pilares e o altar com fortes frases e insultos à igreja. No dia seguinte, dezenas de fiéis foram à igreja para auxiliar na limpeza do que foi deteriorado. Em imagens de jornais locais, é possível ver um manifestante encapuzado carregando a estátua de uma santa, um policial passando ao lado de uma imagem quebrada da Virgem Maria, e uma de Jesus aparece degolado em frente de mesas, bancos e outros móveis roubados do templo. Os ataques geraram reação da Conferência Episcopal Chilena, que afirmou condenar a injustiça social e a violência, mas lamentou o "ataque a templos e lugares de oração sem nenhum respeito por Deus e nem pelos que acreditam n’Ele". Os bispos também se solidarizaram com a Arquidiocese de Santiago, pelos ataques ocorridos em suas igrejas, e a todas as comunidades e pastores de outros templos e locais de vários cultos que foram atacados em outras cidades.

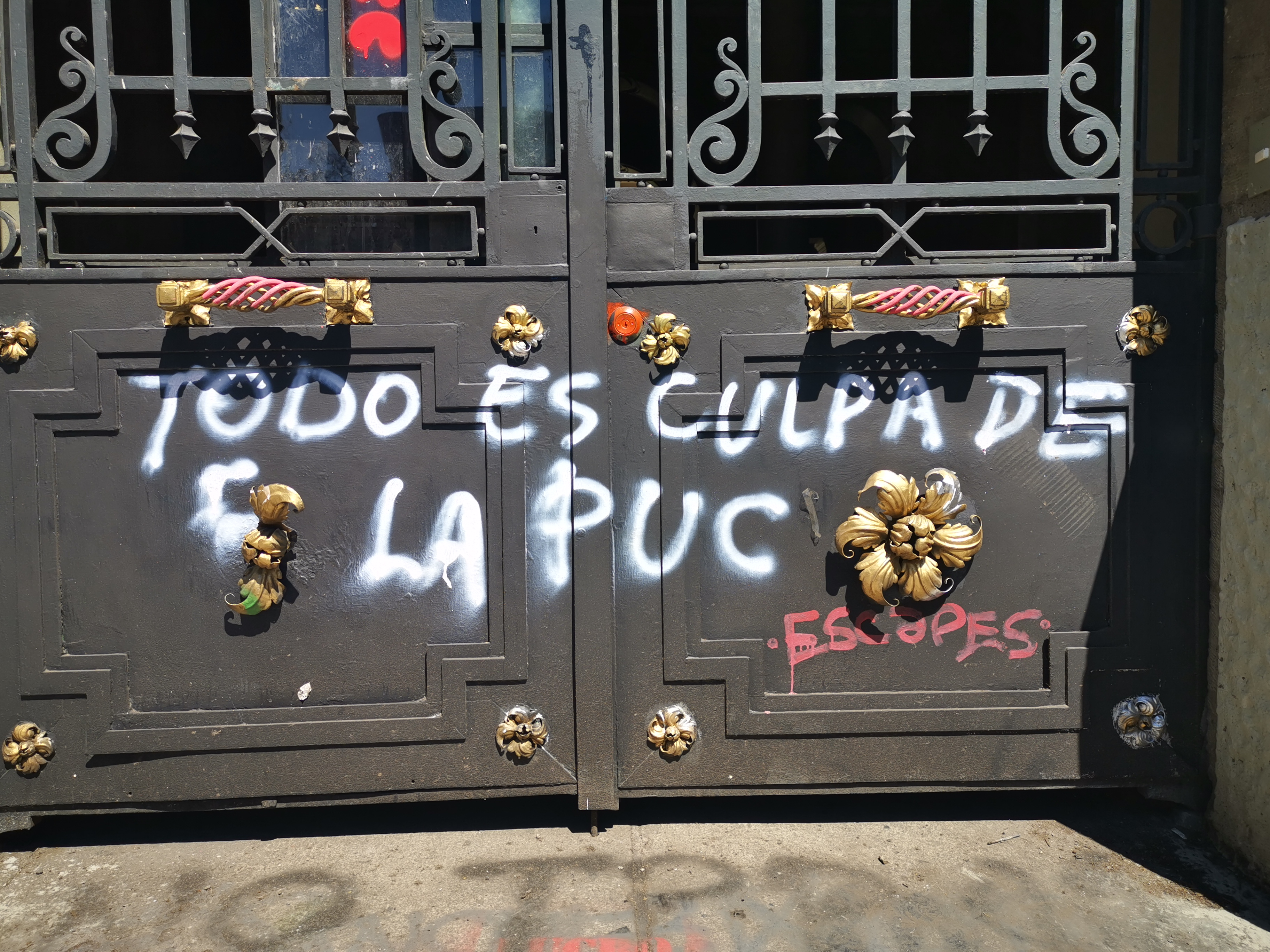
Pichação que diz Todo es culpa de la PUC (É tudo culpa da PUC) – referindo-se à Pontifícia Universidade Católica do Chile.

O padre Francisco Javier Astaburuaga, Doutor em Direito Canônico da Pontifícia Universidade Lateranense de Roma, explica que "o fenômeno da secularização manifesta com todas as leis contra a família e a vida promovida especialmente por governos socialistas e liberais nos últimos 40 anos". O bispo de Villarrica, Dom Francisco Javier Stegmeier, explicou que a violência contra a igreja nos protestos de 2019, se deve à "construção de uma sociedade sem Deus". Ele disse em 5 de novembro, que "via-se aproximar o que está acontecendo no Chile hoje. E a causa última e principal não é a desigualdade social, que é o efeito de algo mais profundo. O que está acontecendo conosco se deve à construção de uma sociedade sem Deus". Dos 59 ataques a igrejas ocorridos em território chileno entre 2019 e 2020, 53 foram em igrejas católicas e 6 em igrejas protestantes. O mundo assistiu atônito a esses casos, gerando reações de condenação dos atos e solidariedade à Igreja Católica chilena, como, por exemplo, da Conferência Nacional dos Bispos do Brasil.
No relatório de liberdade religiosa de 2023, publicado pela Fundação Ajuda à Igreja que Sofre (ACN), afirma que o fundamentalismo anticristão continua, especialmente na região de Araucanía, onde ocorre o conflito mapuche. Igrejas são alvos de vandalismo, depredação, saques e incêndios; não apenas as católicas, mas também protestantes e antissemitas. Os mesmos que bradam por democracia, liberdades e melhorias sociais, usam o método de incendiar igrejas, promover atos de vandalismo, violência, nudez e cenas pornográficas em público. A ACN também apurou que, em um período de dois anos, mais de 60 igrejas sofreram ataques incendiários. O governo da comuna de Tirúa decretou estado de emergência em outubro de 2021, após o ataque a duas igrejas: uma católica e uma protestante. Em agosto de 2021, um espetáculo obsceno que envolvia a imagem do Papa Francisco, levou o Conselho Nacional de Televisão a receber um recorde de reclamações até àquela data. A presidente da Convenção Constitucional, Elisa Loncón, recusou-se a incluir a bandeira cristã no prédio da instituição, sob alegação de que "não era apropriado, uma vez que o Estado chileno é secular e a religião cristã 'colonizou os mapuche'", ao mesmo tempo em que ela foi a favor de ostentar as bandeiras da identidade regional, sexual e os grupos indígenas, discriminando a comunidade cristã chilena.
Em 2022 seguem os ataques: um incêndio destrói uma igreja histórica de Curarrehue, no mês de janeiro. Já em junho, foi realizado um ataque incendiário contra uma capela em Victoria, que a deixou totalmente destruída. Um grupo criminoso reivindicou a autoria do ataque; no momento do ato eles deixaram uma mensagem escrita exigindo liberdade para os mapuche presos. Bens materiais pertencentes à Diocese de Talca foram empilhados e incendiadas; uma igreja em Achao, classificada como Patrimônio Mundial, foi vandalizada por um grupo de jovens que forçaram as portas para adentar; e o sacrário do Santuário de Lourdes, em Santiago, foi profanado. Um padre em Melipilla foi vítima de intimidação. Durante este ano foram a juízo alguns dos vândalos presos pelos ataques, alguns foram presos, em outros, liberados sob fiança ou por falta de provas, levando a críticas por parte da Igreja. Em alguns casos mais antigos, os condenados foram liberados antes do fim de suas penas. Em 4 de março de 2023, um novo ataque ocorre incendiário ocorre em uma zona rural de Araucanía, desta vez a capela Nossa Senhora dos Raios ficou totalmente destruída.

## Organização territorial
O catolicismo está presente no país com 27 circunscrições, sendo cinco arquidioceses, 19 dioceses, uma prelazia territorial, um vicariato apostólico e um ordinariato militar. Todas estão listadas abaixo, de acordo com sua província eclesiástica:

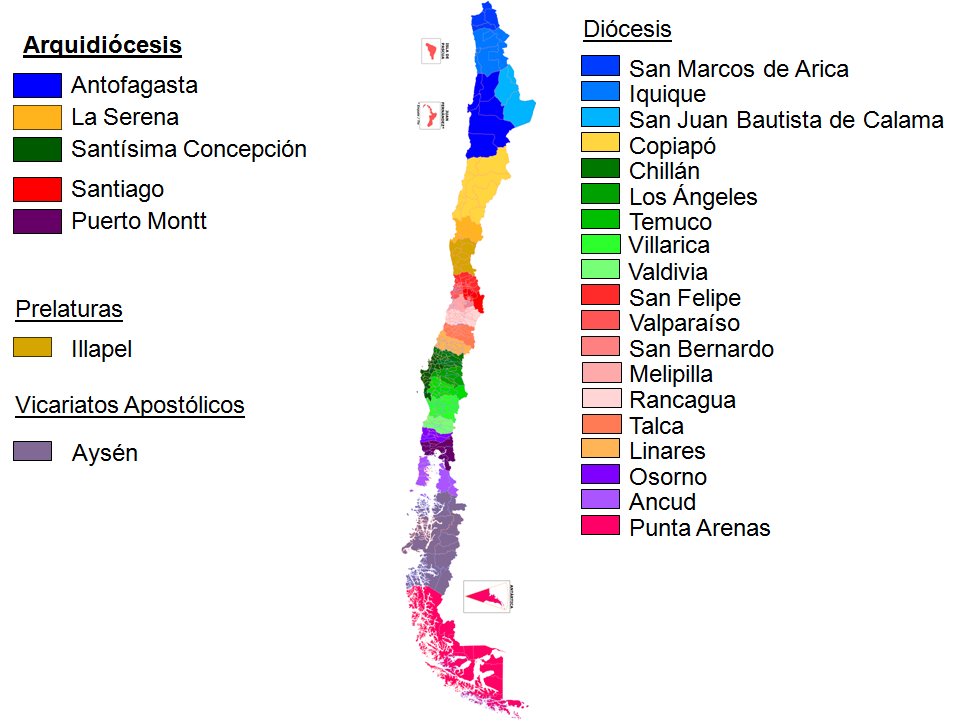
Mapa da divisão territorial das dioceses chilenas.

| Circunscrições eclesiásticas católicas do Chile | Circunscrições eclesiásticas católicas do Chile | Circunscrições eclesiásticas católicas do Chile                                 | Circunscrições eclesiásticas católicas do Chile |
| Circunscrição                                   | Ano de ereção                                   | Catedral                                                                        | Ref.                                            |
| ----------------------------------------------- | ----------------------------------------------- | ------------------------------------------------------------------------------- | ----------------------------------------------- |
| Arquidiocese de Antofagasta                     | 1881                                            | Catedral de São José                                                            | [ 43 ]                                          |
| Diocese de Iquique                              | 1880                                            | Catedral da Imaculada Conceição                                                 | [ 44 ]                                          |
| Diocese de San Juan Bautista de Calama          | 1965                                            | Catedral de São João Batista                                                    | [ 45 ]                                          |
| Diocese de San Marcos de Arica                  | 1959                                            | Catedral de São Marcos                                                          | [ 46 ]                                          |
| Arquidiocese de Concepción                      | 1603                                            | Catedral de Nossa Senhora Imaculada Conceição                                   | [ 47 ]                                          |
| Diocese de San Bartolomé de Chillán             | 1925                                            | Catedral de São Bartolomeu                                                      | [ 48 ]                                          |
| Diocese de Santa María de Los Ángeles           | 1959                                            | Catedral de São Miguel                                                          | [ 49 ]                                          |
| Diocese de Temuco                               | 1925                                            | Catedral de São José                                                            | [ 50 ]                                          |
| Diocese de Valdivia                             | 1910                                            | Catedral de Nossa Senhora do Rosário                                            | [ 51 ]                                          |
| Diocese de Villarrica                           | 1901                                            | Catedral do Sagrado Coração                                                     | [ 52 ]                                          |
| Arquidiocese de La Serena                       | 1840                                            | Catedral de Nossa Senhora das Mercês                                            | [ 53 ]                                          |
| Diocese de Copiapó                              | 1946                                            | Catedral de Nossa Senhora do Rosário                                            | [ 54 ]                                          |
| Prelazia Territorial de Illapel                 | 1960                                            | Catedral de São Rafael                                                          | [ 55 ]                                          |
| Arquidiocese de Puerto Montt                    | 1939                                            | Catedral da Virgem do Carmo                                                     | [ 56 ]                                          |
| Diocese de Osorno                               | 1955                                            | Catedral de São Mateus                                                          | [ 57 ]                                          |
| Diocese de Punta Arenas                         | 1883                                            | Catedral do Sagrado Coração                                                     | [ 58 ]                                          |
| Diocese de San Carlos de Ancud                  | 1840                                            | Catedral de São Carlos                                                          | [ 59 ]                                          |
| Vicariato Apostólico de Aysén                   | 1940                                            | Catedral de Santa Teresinha do Menino Jesus Catedral de Nossa Senhora das Dores | [ 60 ]                                          |
| Arquidiocese de Santiago do Chile               | 1561                                            | Catedral de São Tiago                                                           | [ 61 ]                                          |
| Diocese de Linares                              | 1925                                            | Catedral de Santo Ambrósio                                                      | [ 62 ]                                          |
| Diocese de Melipilla                            | 1991                                            | Catedral de São José                                                            | [ 63 ]                                          |
| Diocese de Rancagua                             | 1925                                            | Catedral da Santa Cruz                                                          | [ 64 ]                                          |
| Diocese de San Bernardo                         | 1987                                            | Catedral de São Bernardo                                                        | [ 65 ]                                          |
| Diocese de San Felipe                           | 1925                                            | Catedral do São Filipe                                                          | [ 66 ]                                          |
| Diocese de Talca                                | 1925                                            | Catedral de Santo Agostinho                                                     | [ 67 ]                                          |
| Diocese de Valparaíso                           | 1872                                            | Catedral do Espírito Santo e da Virgem do Carmo                                 | [ 68 ]                                          |
| Diocese de Villarrica                           | 1901                                            | Catedral do Sagrado Coração                                                     | [ 69 ]                                          |
| Ordinariato Militar do Chile                    | 1910                                            | Catedral Militar de Nossa Senhora do Carmo                                      | [ 70 ]                                          |

## Conferência Episcopal
A reunião dos bispos do país forma a Conferência Episcopal do Chile, que foi criada em 1961.

## Nunciatura Apostólica
A Delegação Apostólica do Chile foi criada em 1823, e elevada a Internunciatura apostólica em 24 de novembro de 1908. Por fim, esta foi elevada a Nunciatura Apostólica em 16 de dezembro de 1916.

## Visitas papais

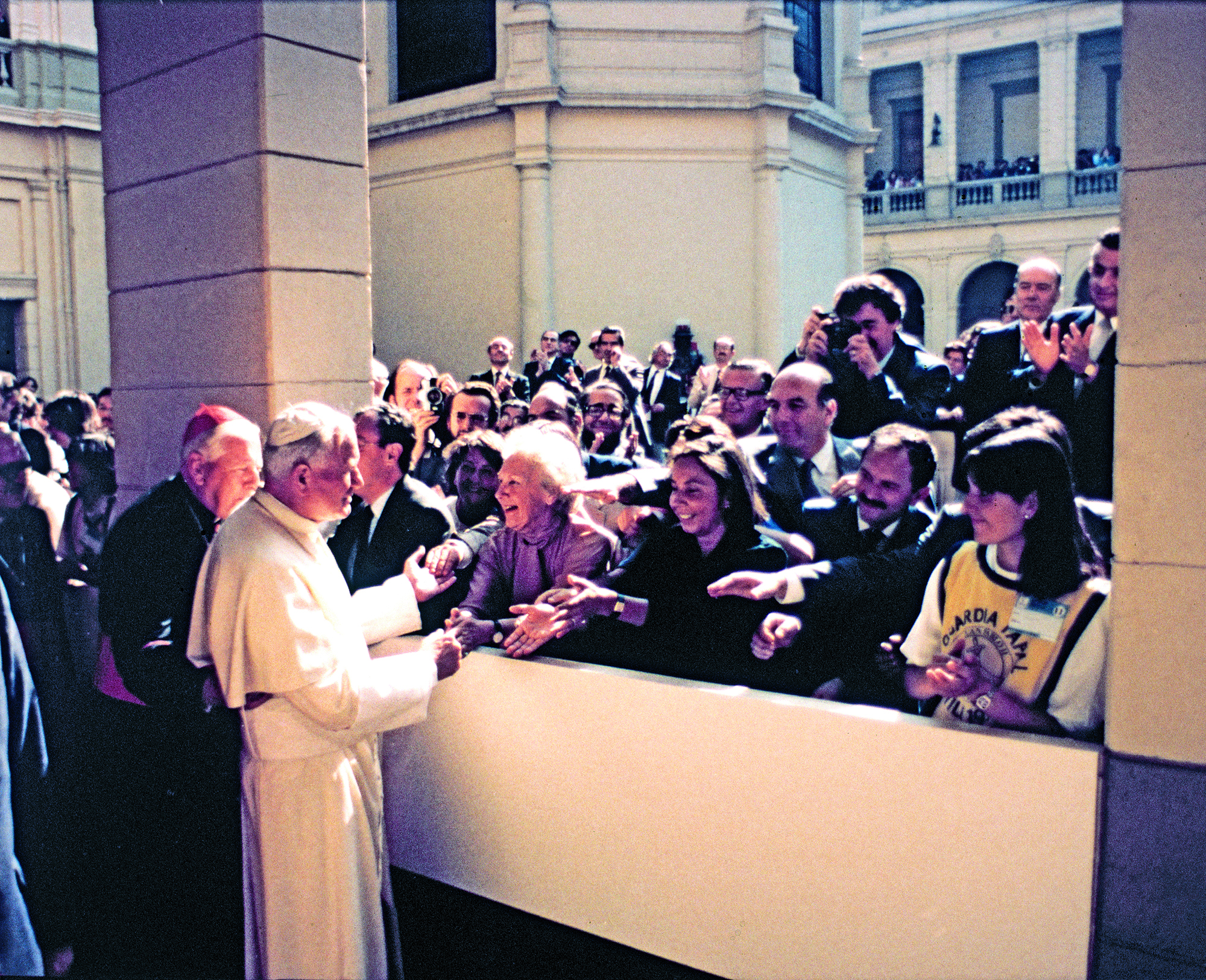
Visita do Papa João Paulo II à Pontifícia Universidade Católica do Chile em 1987.

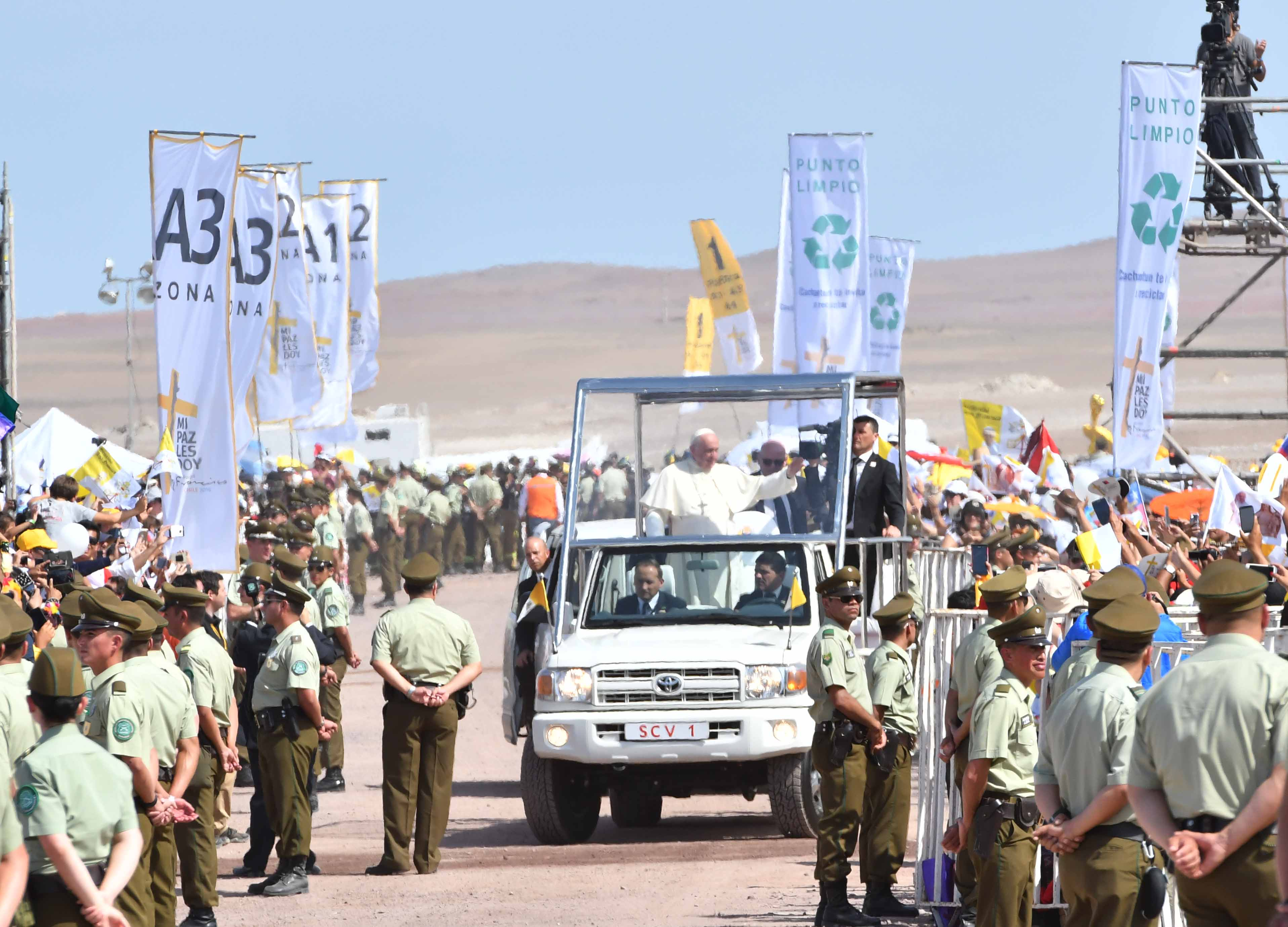
Papa Francisco durante sua passagem a Iquique em 2018.

O Chile foi visitado por papas duas vezes. A primeira viagem foi feita por João Paulo II, e ocorreu entre os dias 1º e 6 de abril de 1987. O Pontífice também incluiu o Uruguai e a Argentina em seu roteiro Na ocasião, também foi feita a consagração do Chile a Nossa Senhora do Carmo.
| “ | Deste belo Cerro San Cristóbal quero dirigir a minha palavra de saudação a Santiago e a todo o Chile com as palavras de Maria no canto do Magnificat. Sim, a minha alma proclama a grandeza do Senhor ao contemplar o espetáculo da cidade que se estende ao pé da colina. A minha oração e o meu carinho vão para todos vós que participais nesta celebração vespertina com a vossa presença, através da rádio ou da televisão. Desejo que a afetuosa saudação do Papa chegue a todos os cantos deste nobre país: desde o Deserto do Atacama até a Terra do Fogo, passando pelos Andes, espinha dorsal da América; ecoando nos vulcões, refletindo nos lagos e ressoando nas florestas; visitar como amigo o coração de cada chileno para dar-lhes esperança, alegria, vontade de superar as dificuldades e continuar construindo a nova sociedade da grande família chilena. | ” |
|   | — Papa João Paulo II em sua chegada a Santiago, no dia 1º de abril de 1987.. |   |

A segunda viagem ocorreu entre os dias 15 e 18 de janeiro de 2018, feita pelo Papa Francisco, incluindo também o Peru. No Chile, o Santo Padre passou por Santiago, Temuco e Iquique.

## Santos

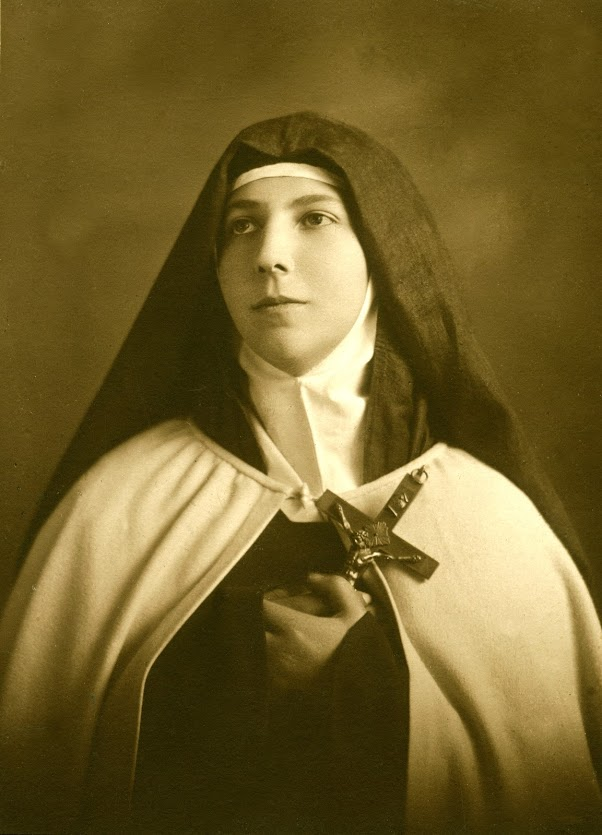
Santa Teresa dos Andes

- Santo Alberto Hurtado[74]
- Santa Teresa dos Andes[75]

### Beatos
- Laura Vicuña[76]
- María Crescencia[77]